# Saygın Soysal
Saygın Soysal (Ankara, Turquía, 21 de mayo de 1982) es un actor turco, conocido en Latinoamérica por su papel de Fatih Dündar en la serie Kara Para Aşk.

## Biografía
Saygın Soysal nació el 21 de mayo de 1982 en Ankara, siendo hijo único. Tuvo una infancia nómade, debido al trabajo de su padre.
Su familia se mudó a Bursa cuando tenía apenas dos años. Realizó sus primeros años de educación primaria en una escuela privada de Bursa y luego terminó sus estudios en una escuela pública de Estambul.
Finalmente se mudó con su familia a Trebisonda, ciudad que ama profundamente. De hecho, es fanático de Trabzonspor, club de fútbol de dicha ciudad. 
Después de terminar la educación secundaria en Trebisonda, estudió y se graduó en la Universidad de Hacettepe; en el Departamento de Artes Escénicas (Ankara).
Durante su adolescencia, se la pasó en el club nocturno del cual su padre era dueño, en Trebisonda. Era una sala de billar.
A los dieciséis años decidió hacer una carrera relacionada con la política, pero rápidamente desistió. Entonces, la vida lo reencontró con un compañero de la primaria que lo invitó a ir a Estambul para conocer un teatro. Poco a poco, comenzó a enamorarse de la que sería su profesión hasta el día de hoy.
Genko Erkal y Cagan Irmak fueron sus mentores, aquellos que lo iniciarían en la actuación.
Su última residencia fue en Galata y llevaba un estilo de vida minimalista, pues sostenía aborrecer las pertenencias materiales. Sólo poseía una biblioteca y un escritorio; en parte a su afición a la lectura y la escritura.
El 27 de agosto de 2018 el actor contrajo nupcias con Gökçe Uzun. Entre sus invitados se destacaron Dilan Çiçek Deniz y Aras Bulut İynemli.

## Filmografía

### Cine
| Año  | Título                 | Personaje         |
| ---- | ---------------------- | ----------------- |
| 2007 | Tiksinti               | Kamil             |
| 2009 | Kayıp Çocuklar Cenneti | Secundario        |
| 2009 | Kosmos                 | İmza Karşıtı Genç |
| 2011 | Yurt                   | Secundario        |
| 2013 | Jîn                    | Çavuş             |
| 2016 | Koca Dünya             | Taksici           |
| 2017 | Inflame                | Secundario        |
| 2017 | Taş                    | Civil Servant     |

### Televisión
| Año       | Título                  | Personaje            |
| --------- | ----------------------- | -------------------- |
| 2005      | Güz Yangını             | Ajans Sahibi         |
| 2006      | Kırık Kanatlar          | Çavuş Yunus          |
| 2007      | Hatırla Sevgili         | Recep Tayyip Erdoğan |
| 2007-2008 | Asi                     | Aslan Kozcuoğlu      |
| 2009      | Bu Kalp Seni Unutur Mu? | Kürşat Sipahioğlu    |
| 2010      | Türkan                  | Ali                  |
| 2011      | Al Yazmalım             | Tahir Oğuz           |
| 2013      | Tatar Ramazan           | Bulgar Ferit         |
| 2012-2014 | Muhteşem Yüzyıl         | Merçan Ağa           |
| 2014-2015 | Kara Para Aşk           | Metin/Fatih Dündar   |
| 2016      | 46 Yok Olan             | Doğan                |
| 2017      | Payitaht: Abdülhamid    | Theodor Herzl        |
| 2018      | Çukur                   | Elvis                |
| 2018      | The Protector           | Mergen               |
| 2021      | Maraşlı                 | Savaş Yildirim       |

### Teatro
- Tüy Kalemler
- Macbeth [2010-2011] - Mcduff[6]